# Manuel Ortiz Domínguez
Manuel Ortiz Domínguez (Sevilla, 1962) es un artista y diseñador gráfico español. Desarrolla fundamentalmente su trabajo en el mundo del diseño gráfico, la ilustración, el cómic y el dibujo.

## Biografía
Manuel Ortiz es hijo del también pintor Melchor Ortiz. Estudió en el colegio San Francisco de Paula de Sevilla y después se licenció en Bellas Artes en la Universidad Hispalense. Durante su etapa universitaria, se introdujo en el mundo de la creación del cómic, considerándose un seguidor de la Línea clara y Hergé. En 1986, dirigió junto al pintor Rafael Agredano la publicación I.M.A.J.E.N., editada por el Instituto Municipal de Deporte del Ayuntamiento de Sevilla, surgida durante el llamado boom del cómic adulto en España y que tenía su inspiración en la revista Madriz.

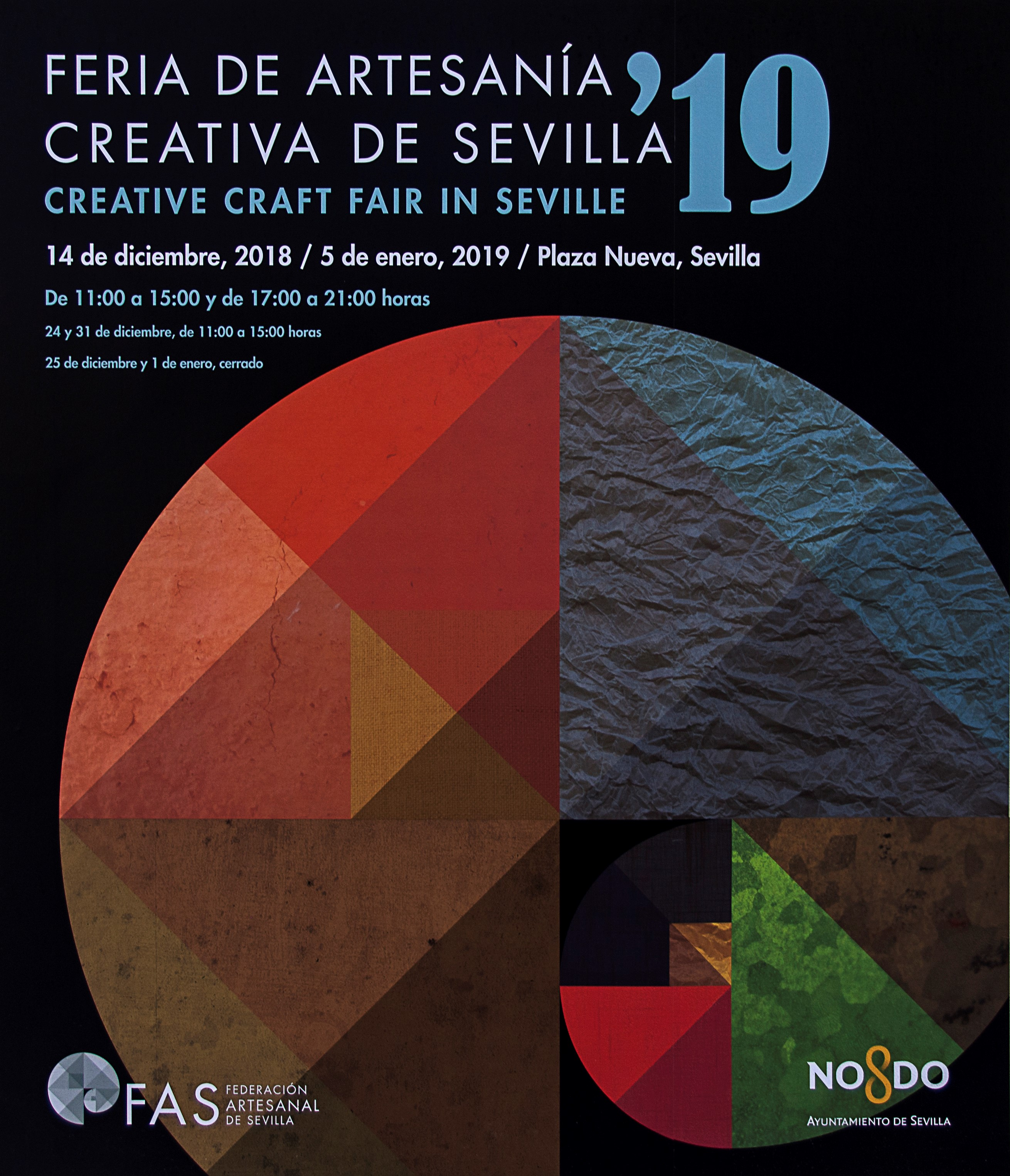
Cartel anunciador de la Feria de la Artesanía de Sevilla de 2019, diseñado por Manuel Ortiz.

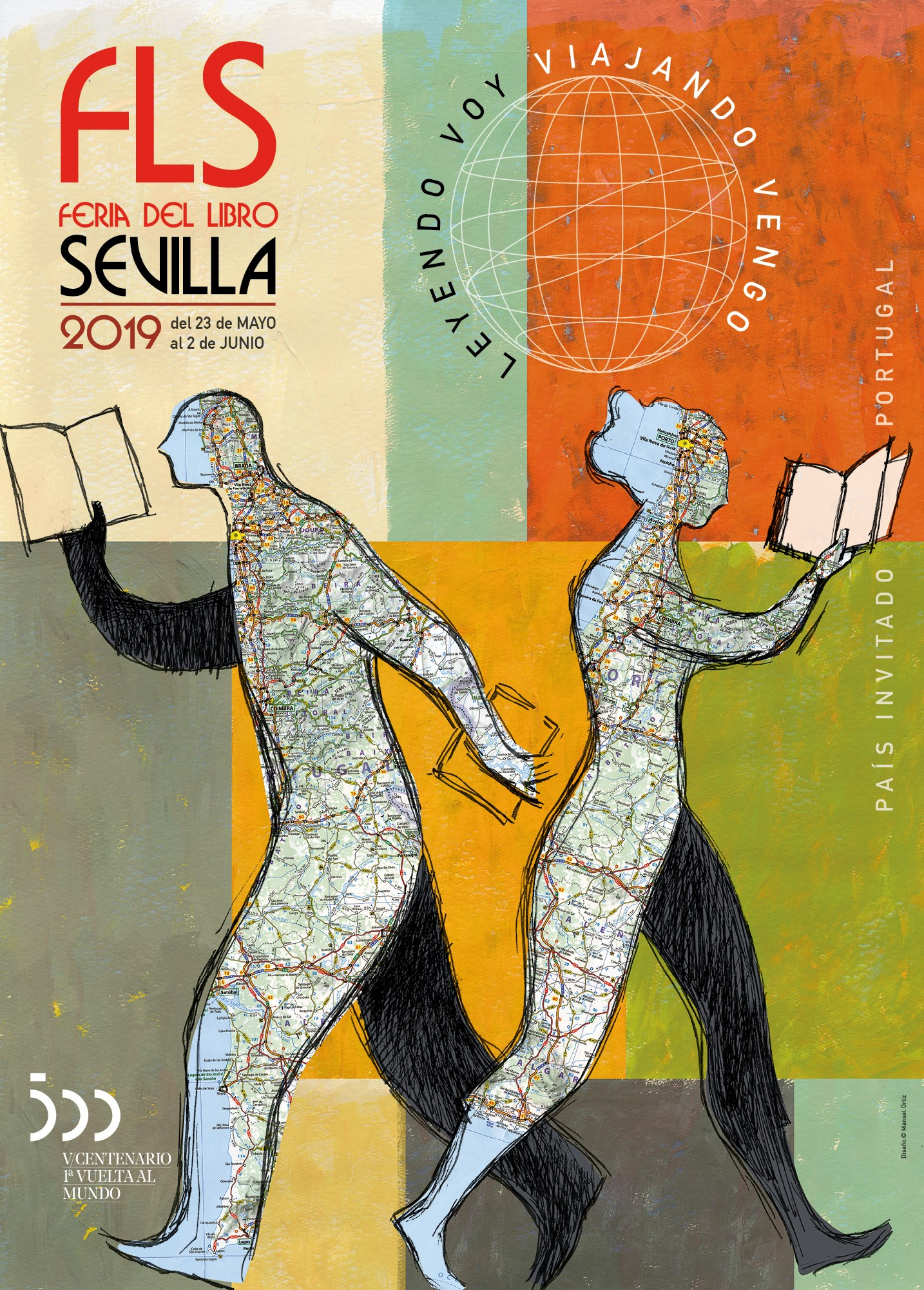
Cartel anunciador de la Feria del Libro de Sevilla de 2019, diseñado M. Ortiz.

En esos años comenzó su colaboración con la Fundación Luis Cernuda, para la que diseñó libros, carteles y folletos. Ha colaborado con el suplemento Culturas de Diario de Sevilla (1999). Ha diseñado la publicidad y la imagen corporativa del Teatro de la Maestranza y de sus espectáculos, durante más de 20 años.
En 2003, realizó la exposición Diseños imposibles: Manuel Ortiz. Ideogramas, argumentos, en la Casa de la Provincia de la Diputación Provincial de Sevilla, en la que se recogía una semblanza de su actividad como diseñador y como dibujante entre 1986 y 2003. 
Ha sido ilustrador de libros para la Fundación José Manuel Lara o la Junta de Andalucía. Fue el responsable de la imagen y diseño de la serie de libros "Cortijos, Haciendas y Lagares" editados por la Consejería de Obras Pública y Transporte de la Junta de Andalucía y cuyos números dedicados a la provincia de Cádiz y Málaga fueron galardonados con sendos premios nacionales de edición. En 2015, expuso "De Bóreas a Céfiro" una muestra en la que se recogían dibujos que representan un cuaderno de viaje del autor.
En 2015, formó, junto a Carla Carmona, el colectivo, bajo el heterónimo O/C, con el que presentaron en el Centro de Iniciativas Culturales de la Universidad de Sevilla (CICUS), la exposición "O/C Correspondencias".  En 2017, el mismo colectivo presentó la exposición "La medida", que gira alrededor del concepto de "medida" en el Museo Extremeño e Iberoamericano de Arte Contemporáneo (Meiac) de Badajoz.
En 2023, presentó junto a Carla Carmona en el Espacio Santa Clara de Sevilla la exposición "OIC Louvre Étranger" con 123 piezas a partir del libro de pintura extranjera en el museo del Louvre de París, escrito por el crítico e historiador del arte, Gustave Geffroy en la primera mitad del siglo XX.